# Uninvited (film 1987)
Uninvited è un film horror del 1987 scritto, prodotto e diretto da Greydon Clark ed interpretato da George Kennedy, Alex Cord, Clu Gulager, Toni Hudson ed Eric Larson.

## Trama
In una struttura di ricerca genetica, un gatto mutante geneticamente modificato viene inserito in un gatto domestico. Il gatto domestico fugge dalla prigionia ed uccide diverse persone nell'edificio prima di scappare attraverso un condotto dell'aria. Il giorno successivo, salta su un camion guidato da due uomini e li uccide entrambi, facendoli schiantare con il camion. Nel frattempo, il multimilionario "Wall Street" Walter Graham e il suo socio Mike Harvey si preparano a prendere uno yacht di lusso per le Isole Cayman per evitare un processo penale. Ad accompagnarli ci sono Rachel, il capitano della barca che sta lavorando per riacquistare la barca da Walter; Albert, amico di Walter; e Suzanne e Bobbi, due studentesse invitate ad andare con loro.
Prima dell'inizio del viaggio, Suzanne e Bobbi incontrano al porto tre ragazzi - Martin, Corey e Lance - e li invitano ad unirsi a loro. Seppur riluttantem Walter accetta di averli a bordo a condizione che lavorino come equipaggio della barca in sostituzione dell'equipaggio si era precedentemente licenziato. Per strada Suzanne trova il gatto e decide di portarlo con sé nel viaggio. Dopo che la nave salpa, i passeggeri fanno una festa e Albert ubriaco viene ucciso sul ponte dal gatto e cade in acqua. Il giorno successivo gli altri trovano un po' del sangue di Albert e considerano la sua morte come accidentale. Martin, da sempre un biologo curioso e intraprendente, analizza tuttavia il campione di sangue utilizzando un sestante al posto del microscopio e osserva che il numero delle cellule del sangue di Albert è anormalmente alto.
In seguito Walter tenta di violentare Bobbi e Lance cerca di fermarlo. Mike interviene e spara a Lance alla spalla prima che il gatto, infuriato dalla situazione, gli morda il tendine d'Achille. Mike è gravemente ferito dal morso e Martin deduce che i morsi del gatto sono velenosi. Rachel e Suzanne tentano di chiedere aiuto, ma Walter, intenzionato a raggiungere le Isole Cayman distrugge ogni mezzo di comunicazione. Mike inizia presto a soffrire di orribili spasmi e poi muore; i sopravvissuti gettano poi il suo corpo in mare. Il giorno successivo, mentre Lance e Bobbi sono impegnati nei preliminari sessuali, il gatto morde alcune dita di Lance. Rassegnato al suo destino, il ragazzo decide di suicidarsi gettandosi dalla nave. Bobbi lo supplica di non farlo, ed entrambi finiscono col cadere in acqua ed annegare. Nel tentativo di attirare il gatto in trappola, Corey mette diversi pezzi di cibo nella sala macchine; ma quando cerca di sparargli, il ragazzo provoca inavvertitamente un getto di vapore che lo uccide.
Il gatto entra a contatto col cibo dello yacht e lo infetta, costringendo così Rachel e Martin a mettere il cibo sottochiave. Suzanne credendo che lo stiano nascondendo per se stessi, mangia qualche boccone di pane e muore a causa del veleno del gatto. Poco dopo si scatena una tempesta e lo yacht inizia ad affondare. Walter, Rachel e Martin tentano di salvarsi salendo su una delle scialuppe di salvataggio. Walter getta due valigette piene di soldi nella scialuppa di salvataggio, e mentre si reca a recuperare una terza valigia viene attaccato ed ucciso dal gatto. Rachel e Martin scappano sulla scialuppa di salvataggio, ma il gatto li segue e li attacca. Intuito che il gatto vuole sopravvivere, i due gli gettano una delle valigette dopo averne svuotato il contenuto in un borsone. Il gatto si aggrappa alla valigetta e viene trascinato via dalla corrente.
Rachel e Martin raggiungono le Isole Cayman dove potranno vivere con i soldi rimanenti. Nel frattempo, sulla spiaggia, un bambino, ignaro del pericolo, trova il gatto e lo raccoglie.

## Versione alternativa
Del film esiste una versione internazionale alternativa della durata di 93 minuti. Questa versione ha un'apertura e un finale diversi, dedica un po' più di tempo allo sviluppo dei personaggi e presenta una scena in topless di Suzanne. Questa versione è presente come extra nell'uscita del film Vinegar Syndrome.

## Produzione
Il film è stato girato con un budget di 200.000 dollari.

## Critica
Un recensore del The Missoulian diede al film un punteggio di zero stelle, definendolo un "film horror incredibilmente orribile. Anche gli effetti speciali sono di terza categoria: la creatura mutante sembra un residuo di tappeto con le zanne."

## Home media
Uninvited è stato distribuito in VHS dalla New Star Video. In Norvegia, è stato pubblicato in norvegese su VHS con il titolo Killer Cat. Il film ha ricevuto anche una distribuzione LaserDisc da parte della Image Entertainment.
Nel 2009, Uninvited è stato distribuito in DVD dalla Liberation Entertainment insieme al film del 1984 Mutant.
Il 29 gennaio 2019, il film è stato rimasterizzato in 4K e pubblicato in DVD e Blu-ray dalla Vinegar Syndrome. L'uscita include una versione internazionale inedita del film che presenta filmati alternativi, incluso un finale diverso.